# Callaway (automobile)
Pour les articles homonymes, voir Callaway.
Callaway est une entreprise de préparation automobile américaine fondée en 1977 dans le Connecticut par l'ancien pilote de course Reeves Callaway. En plus de produire des voitures complètes basées sur des modèles existants, notamment des Chevrolet, Callaway conçoit et fabrique des pièces de tuning.

## Historique

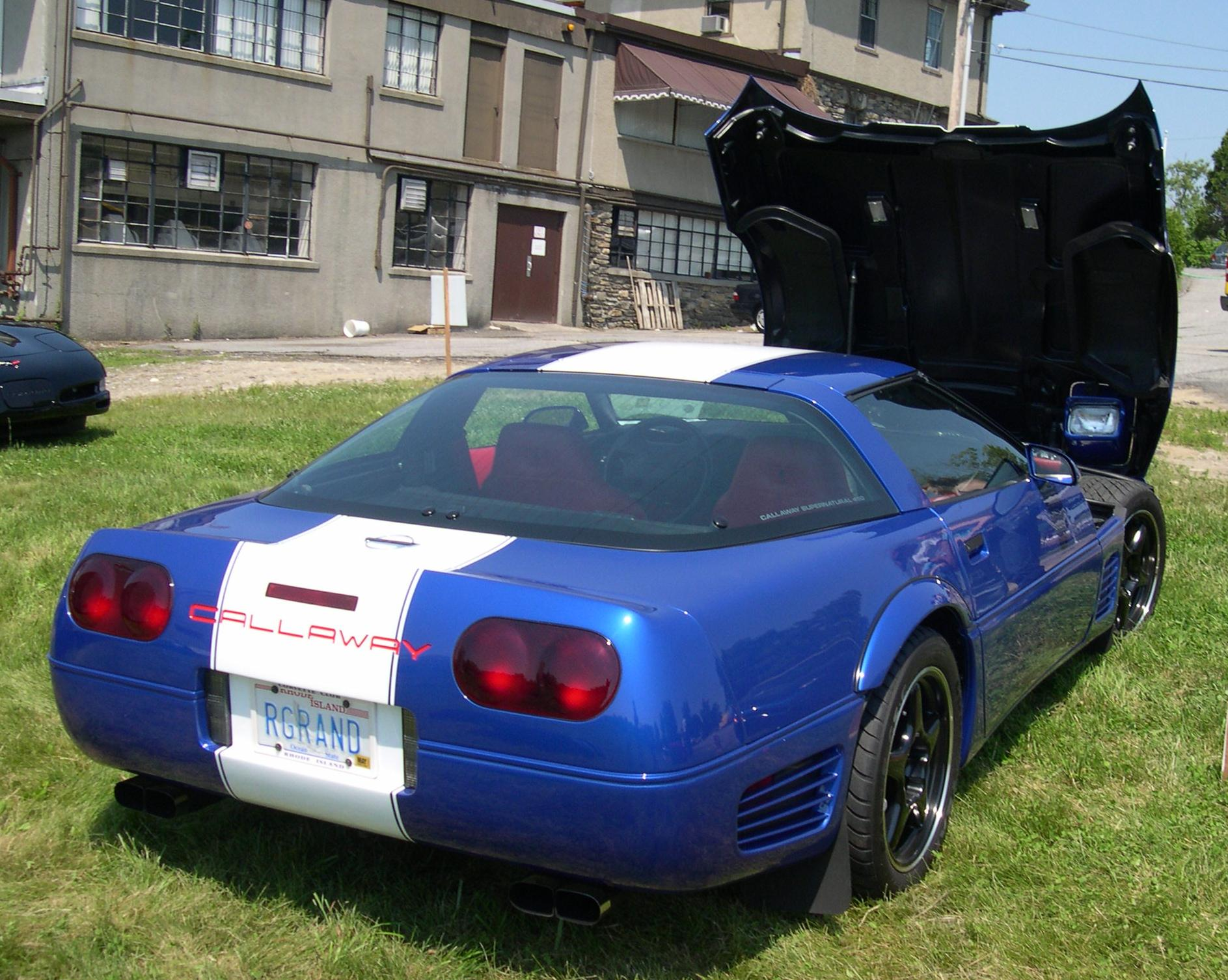
Une Callaway Supernatural 450, construite sur la base d'une Chevrolet Corvette C4.

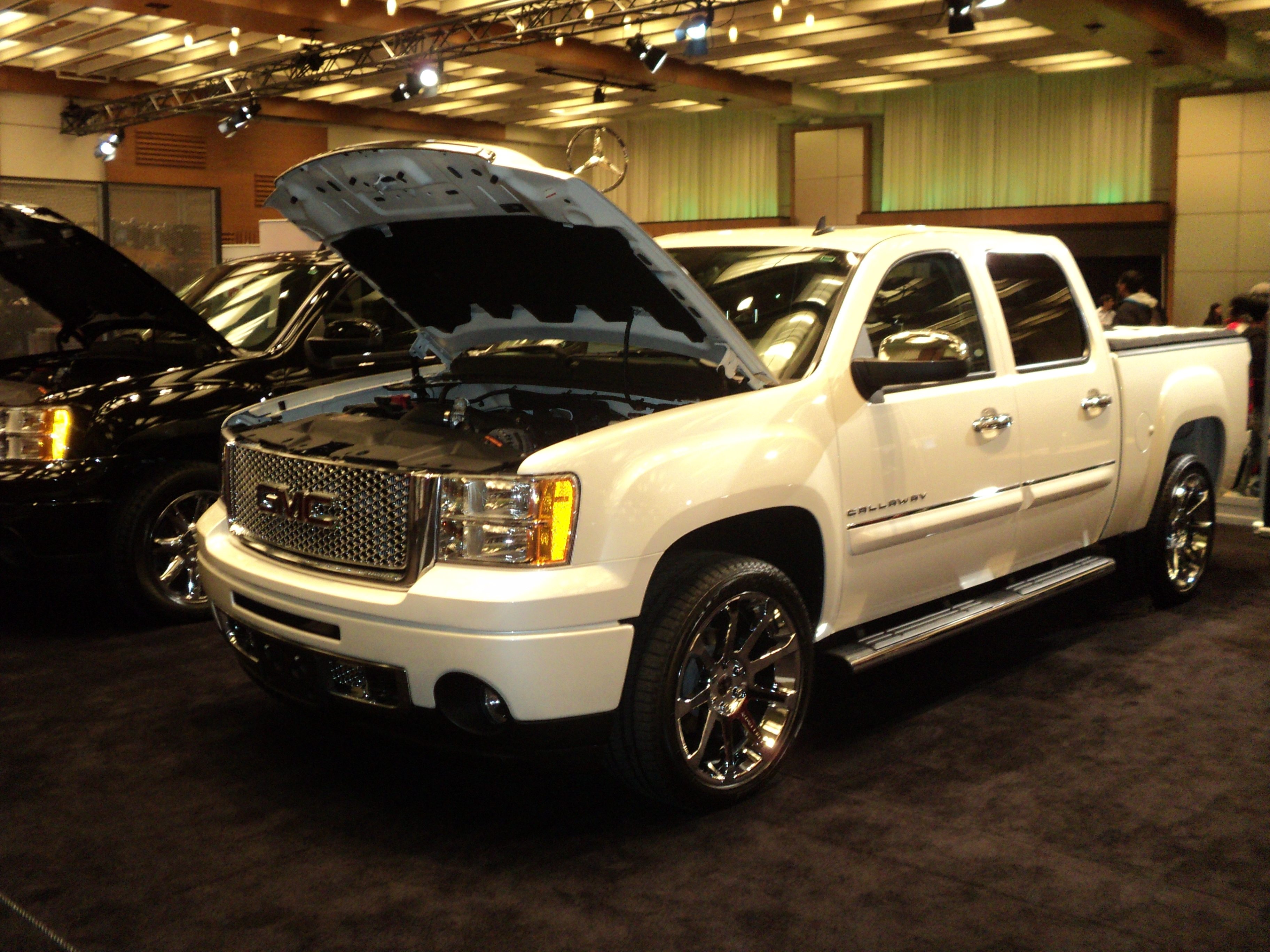
Un camion GMC après modification par Callaway.

À ses débuts, l'entreprise a développé et distribué des turbocompresseurs pour améliorer la performance de véhicules BMW, VW, Porsche, Audi et Mercedes-Benz, d'abord sous la marque de l'entreprise chargée de la fabrication, Drake Engineering (deux premières années), puis sous sa propre marque, Calloway Turbo Systems.
Forte d'une grande expérience avec Chevrolet, Callaway a aussi contribué au développement d'un turbo pour la Mazda Protégé, entre autres projets.
Des voitures Callaway ont participé aux 24 Heures du Mans, notamment en 1994 et 1995 (en 1995, une des voitures était conduite par Johnny Unser).

## Résultats aux 24 heures du Mans
| Année | Écurie               | Type                   | Numéro | Catégorie | Pilotes                                          | Résultats    |
| ----- | -------------------- | ---------------------- | ------ | --------- | ------------------------------------------------ | ------------ |
| 1994  | Callaway Sport Inc.  | Corvette Super Natural | 51     | GT2       | Michel Maisonneuve Frank Jelinski Boris Said III | Disqualifiée |
| 1995  | Callaway Competition | Corvette               | 73     | GT2       | Frank Jelinski Enrico Bertaggia Johnny Unser     | 9e           |

## Callaway au cinéma
- Bruce tout-puissant (2003)